# Список осад Гибралтара
Полуостров Гибралтар расположен на юге Пиренейского полуострова вблизи пролива, соединяющего Средиземное море с Атлантическим океаном. Укрепления, впервые появившиеся на полуострове в 1068 году, из-за стратегического положения неоднократно подвергались штурмам и осадам на протяжении нескольких веков. Документально зафиксировано четырнадцать осад Гибралтара. Иногда пятнадцатой осадой называют блокаду города Испанией с 1969 по 1985 годы.

## Список осад Гибралтара
| Осада                            | Начало осады    | Конец осады              | Нападающие                  | Защитники                   | Результат                                                                     |
| -------------------------------- | --------------- | ------------------------ | --------------------------- | --------------------------- | ----------------------------------------------------------------------------- |
| Первая                           | август 1309     | 12 сентября 1309         | Королевство Кастилия и Леон | Гранадский эмират           | Мавры сдали город кастильцам                                                  |
| Вторая                           | 1315            | 1315                     | Гранадский эмират           | Королевство Кастилия и Леон | Мавры отступили                                                               |
| Третья                           | Февраль 1333    | 17 июня 1333             | Гранадский эмират           | Королевство Кастилия и Леон | Кастильцы сдали город маврам                                                  |
| Четвёртая                        | 26 июня 1333    | август 1333              | Королевство Кастилия и Леон | Гранадский эмират           | Мавры сохранили контроль над городом                                          |
| Пятая                            | 24 августа 1349 | 27 марта 1350            | Королевство Кастилия и Леон | Гранадский эмират           | Из-за эпидемии чумы кастильцы отступили                                       |
| Шестая                           | 1411            | 1411                     | Гранадский эмират           | Мариниды                    | Гранадский эмират вернул контроль над городом                                 |
| Седьмая                          | август 1436     | 31 августа 1436          | Королевство Кастилия и Леон | Гранадский эмират           | Армия герцога Медина-Сидония отступила                                        |
| Восьмая                          | август 1462     | 20 августа 1462          | Медина-Сидония              | Гранадский эмират           | Герцог Медина-Сидония захватил город                                          |
| Девятая                          | апрель 1466     | 26 июля 1467             | Медина-Сидония              | Королевство Кастилия и Леон | Герцог Медина-Сидония выступил против короля и вернул город под свой контроль |
| Десятая                          | сентябрь 1506   | декабрь 1506/январь 1507 | Медина-Сидония              | Королевство Кастилия и Леон | Герцог Медина-Сидония отказался от штурма города и отступил                   |
| Захват Гибралтара (одиннадцатая) | 1 августа 1704  | 3 августа 1704           | Священная Римская империя   | Испания                     | Объединенные англо-голландские силы взяли город штурмом                       |
| Двенадцатая                      | 3 сентября 1704 | 31 марта 1705            | Испания                     | Священная Римская империя   | Город остался под контролем Священной Римской империи                         |
| Тринадцатая                      | 22 февраля 1727 | 23 июня 1727             | Испания                     | Великобритания              | Город остался под контролем Великобритании                                    |
| Большая осада (четырнадцатая)    | 24 июня 1779    | 7 февраля 1783           | Испания                     | Великобритания              | Город остался под контролем Великобритании                                    |